# Richard Wharton

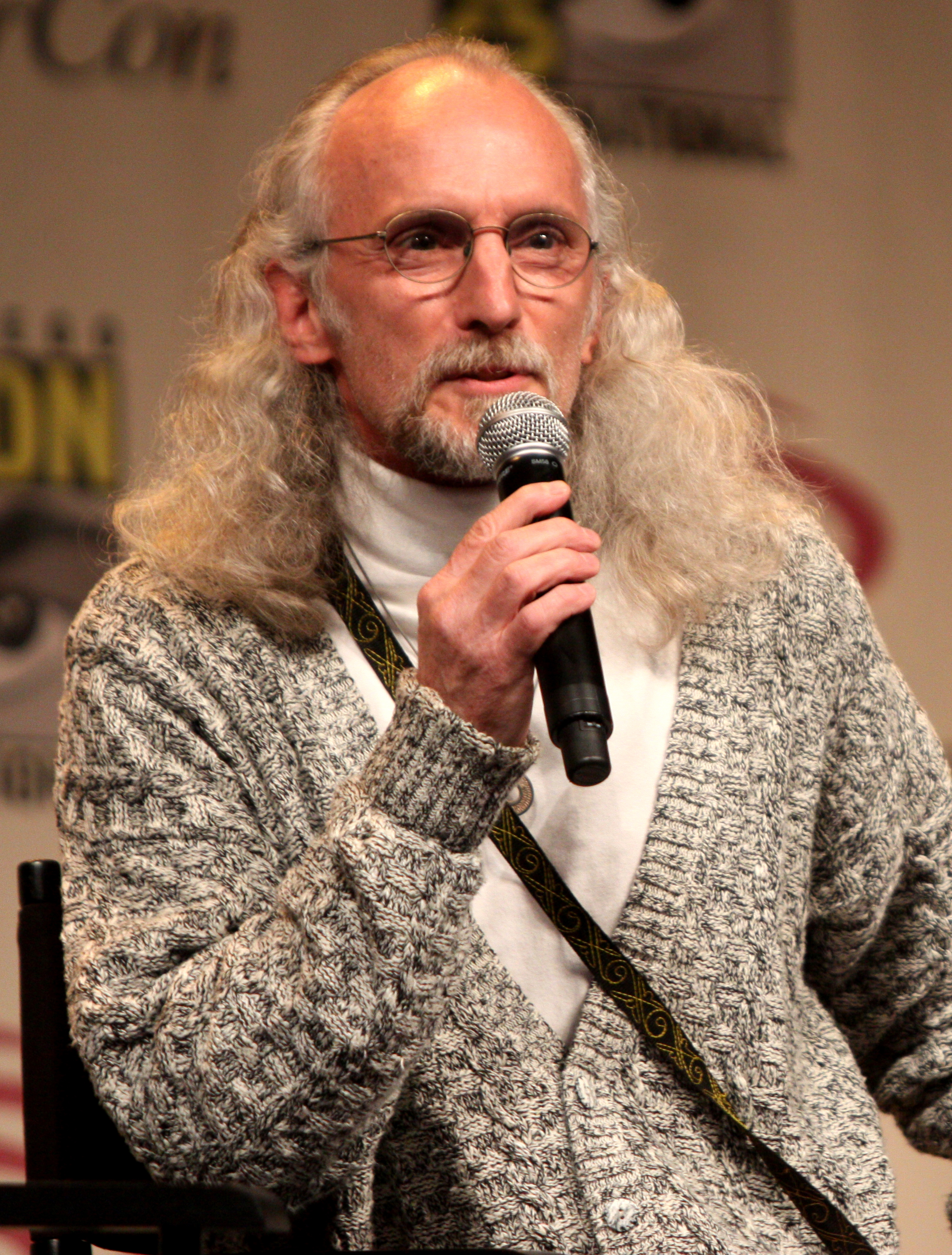
Richard Wharton, 2012

Richard Wharton (* 30. November 1949) ist ein US-amerikanischer Schauspieler.

## Leben
Wharton begann seine Schauspielkarriere 1986 mit einer Statistenrolle in Peter Hyams’ Filmkomödie Diese zwei sind nicht zu fassen. Drei Jahre später spielte er an der Seite von Patrick Swayze und Liam Neeson eine kleine Nebenrolle im Actionfilm Ruf nach Vergeltung. In den 1990er Jahren hatte er kaum Engagements; ab 2000 fasste er jedoch im US-amerikanischen Fernsehen Fuß als Gaststar; unter anderem trat er in Star Trek: Enterprise, CSI: Vegas, CSI: Miami, Torchwood und Navy CIS auf. Von 2008 bis 2009 hatte er eine wiederkehrende Gastrolle als Pfandleiher in der Seifenoper Schatten der Leidenschaft.
Weniger erfolgreich verlief seine Karriere auf der großen Leinwand; zwar spielte er im Hollywood-Blockbuster Thor – The Dark Kingdom, jedoch handelte es sich um eine Kleinstrolle. Größere Filmrollen hatte er nur in zwei Fernsehfilmen, Dragon Storm – Die Drachenjäger und Spur der Verwüstung; beide unter der Regie von Stephen Furst.

## Filmografie (Auswahl)

### Fernsehen
- 2000: Charmed – Zauberhafte Hexen (Charmed)
- 2000: Will & Grace
- 2001: Buffy – Im Bann der Dämonen (Buffy the Vampire Slayer)
- 2002: Star Trek: Enterprise
- 2004: Deadwood
- 2004: Keine Gnade für Dad (Grounded for Life)
- 2005: CSI: Vegas (CSI: Crime Scene Investigation)
- 2005: Six Feet Under – Gestorben wird immer (Six Feet Under)
- 2006: Crossing Jordan – Pathologin mit Profil (Crossing Jordan)
- 2006: How I Met Your Mother
- 2007: Nip/Tuck – Schönheit hat ihren Preis (Nip/Tuck)
- 2007: Numbers – Die Logik des Verbrechens (NUMB3RS)
- 2009: 10 Dinge, die ich an dir hasse (10 Things I Hate About You)
- 2011: CSI: Miami
- 2011: The Mentalist
- 2011: Torchwood
- 2012: Bones – Die Knochenjägerin (Bones)
- 2015: Mike & Molly
- 2015: Rizzoli & Isles
- 2016: Major Crimes
- 2016: Navy CIS (NCIS)
- 2018: Criminal Minds

### Film
- 1986: Diese zwei sind nicht zu fassen (Running Scared)
- 1989: Ruf nach Vergeltung (Next of Kin)
- 1990: Verrückte Zeiten (Men Don't Leave)
- 1991: Alienkiller (The Borrower)
- 1994: Straßen zur Hölle (The Fence)
- 2004: Dragon Storm – Die Drachenjäger (Dragon Storm – Die Drachenjäger)
- 2005: Spur der Verwüstung (Path of Destruction)
- 2012: 7 Psychos (Seven Psychopaths)
- 2013: Thor – The Dark Kingdom (Thor: The Dark World)